# Löhma
Löhma é um município da Alemanha localizado no distrito de Saale-Orla, estado de Turíngia.
Pertence ao Verwaltungsgemeinschaft de Seenplatte.

## Demografia
Evolução da população (31 de dezembro):
| - 1994 – 325 - 1995 – 326 - 1996 – 320 - 1997 – 314 | - 1998 – 312 - 1999 – 307 - 2000 – 303 - 2001 – 306 | - 2002 – 314 - 2003 – 313 - 2004 – 317 - 2005 – 316 |

Fonte: Thüringer Landesamt für Statistik